# Tensione matriciale

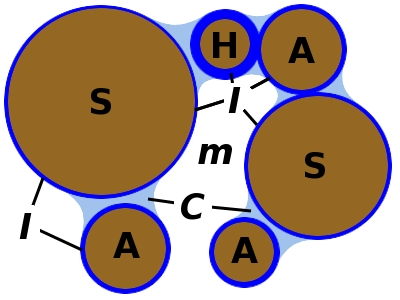
Meccanismo della ritenzione idrica nel terreno
Legenda:
S: particella non colloidale
A: colloide minerale
H: colloide organico
I: acqua igroscopica
C: acqua capillare
m: macroporo

Per tensione matriciale si intende la pressione negativa che il terreno esercita sull'acqua in virtù delle forze di coesione generate dalla matrice solida. La tensione matriciale si identifica anche con la suzione che le piante devono esercitare per sottrarre l'acqua.

## Stato dell'acqua nel terreno
L'acqua rientra nella composizione delle tre fasi del terreno: nella fase solida è presente come componente strutturale della sostanza organica e come componente strutturale dei minerali, sotto forma di acqua di cristallizzazione; nella fase gassosa è presente sotto forma di vapore; nella fase liquida è il solvente della soluzione circolante.
Ai fini della nutrizione idrica, per acqua del terreno si intende la soluzione circolante, che occupa una parte degli spazi vuoti del terreno (porosità). La porosità del terreno è convenzionalmente ripartita in due classi di pori, i macropori, con diametro superiore a 8μm e i micropori, con diametro inferiore.
In un terreno in condizioni ottimali di umidità, il complesso dei micropori è occupato dall'acqua, mentre i macropori sono occupati dall'aria. Questa condizione è infatti la migliore risultante fra le esigenze idriche delle piante e le esigenze respiratorie: un contenuto idrico in quantità superiore genera una carenza nella disponibilità d'aria, un contenuto inferiore genera una tensione matriciale più alta (in valore assoluto ) e, quindi, uno sforzo maggiore da parte delle piante nell'assorbimento.
La forza che si esercita sull'acqua è la risultante di quattro sistemi:
1. Forze di coesione interne. Sono le interazioni di attrazione reciproca fra le molecole d'acqua, rappresentate dai legami idrogeno e legami elettrostatici del tipo dipolo-dipolo.
2. Forze di interfaccia liquido-solido. Sono le interazioni di attrazione che le particelle solide idrofile esercitano sulle molecole d'acqua in virtù della presenza di cariche elettriche sulla superficie delle particelle. Trattandosi di interazioni d'interfaccia, tali forze sono particolarmente intense nelle particelle dotate di proprietà colloidale, in quanto offrono un'elevata superficie di sviluppo in rapporto alla densità elettrica.
3. Forze di interfaccia liquido-gas. Sono le interazioni di attrazione che le particelle dell'aria tellurica esercitano sulle molecole d'acqua nell'interfaccia di separazione.
4. Forza di gravità. È la forza che si esercita su tutte le molecole in virtù dell'attrazione gravitazionale.

La composizione di questi sistemi di forze porta a due risultanti differenti nei micropori e nei macropori, perciò si distingue fra due differenti stati dell'acqua. A questi due se ne aggiunge un terzo nel quale le forze in gioco sono rappresentate quasi esclusivamente da interazioni dell'interfaccia solido-liquido.

### Acqua gravitazionale
Detta anche acqua di percolazione, è la frazione eventualmente presente nei macropori. Il diametro dei macropori è tale per cui le interazioni della matrice solida sulle molecole d'acqua sono deboli perciò prevale l'azione della forza di gravità. Si tratta fondamentalmente di acqua libera, in quanto si sottrae alla tensione matriciale. Il movimento lungo il profilo del terreno segue leggi complesse; nel caso più semplice, che si identifica in un terreno saturo e senza soluzione di continuità del complesso dei macropori, la percolazione dell'acqua segue la legge di Darcy . In questo caso la velocità con cui l'acqua gravitazionale percola in profondità dipende fondamentalmente dal coefficiente di conducibilità idrica o, in parole povere, dalla permeabilità.
Nella pratica la presenza di acqua gravitazionale si riscontra nel terreno saturo o, comunque, con umidità superiore alla capacità di campo. I tempi di prosciugamento dipendono essenzialmente dalla tessitura del terreno: nei terreni sabbiosi, molto permeabili, l'acqua gravitazionale si perde entro pochissime ore, mentre nei terreni argillosi possono trascorrere anche 2-3 giorni. Se il terreno è fortemente impermeabile e mal strutturato i tempi si allungano notevolmente, fino ad arrivare ai casi estremi di ristagno permanente.

### Acqua capillare
L'acqua capillare è la frazione contenuta nei micropori o adsorbita sulla superficie delle particelle solide. In questo caso la distanza dalla matrice solida è tale per cui le forze di attrazione esercitate dalle particelle solide e la tensione superficiale prevalgono sulla forza di gravità. Si tratta fondamentalmente di acqua legata, in quanto trattenuta per effetto della tensione matriciale.
L'acqua capillare è composta, a rigore, da quella trattenuta nei micropori per effetto della capillarità. Questo volume è in continuità con l'acqua che avvolge le particelle solide per effetto dell'adsorbimento. In entrambi i casi la causa della ritenzione è la forza di attrazione che le particelle solide del terreno esercitano sull'acqua.
Sotto l'aspetto fisiologico si conviene di distinguere l'acqua capillare in due frazioni, dette rispettivamente disponibile (o assimilabile) e non disponibile (o non assimilabile). La prima frazione è in genere contenuta nei micropori più ampi, con diametro compreso fra 0,2 e 8 µm, la seconda nei micropori più sottili, dove la tensione matriciale si fa più intensa. Tale distinzione è di fondamentale importanza sotto l'aspetto pratico, in quanto la maggior parte delle piante non è in grado di assorbire l'acqua non disponibile. La tensione media con cui è trattenuta l'acqua non disponibile è superiore ad un valore limite di -3÷-5 MPa , tuttavia questo valore critico cambia di specie in specie.

### Acqua igroscopica
L'acqua igroscopica è la frazione rappresentata da un sottile velo liquido che avvolge le particelle solide del terreno ed è espressione delle interazioni di superficie che si verificano fra l'acqua e le particelle idrofile. La natura di queste interazioni è di tipo elettrostatico, perciò la loro intensità è correlata alla distanza fra le molecole d'acqua e alla densità elettrica di superficie della particella. Sotto l'aspetto fisico-chimico si tratta perciò di acqua adsorbita e le leggi che ne regolano la dinamica sono quelle relative ai sistemi colloidali.
Come tutti i processi di superficie, la ritenzione dell'acqua per adsorbimento è significativa quando le particelle solide hanno dimensioni colloidali (inferiori a 1 µm). In genere, l'acqua igroscopica forma un velo liquido con uno spessore dell'ordine di 15-20 molecole; gli strati più esterni sono quelli soggetti ad una minore tensione. In media la tensione che si esercita sull'acqua igroscopica varia da -5÷-10 MPa fino a valori massimi dell'ordine di -100÷-1000 MPa.
Il contenuto in acqua igroscopica dipende, oltre che dalle caratteristiche intrinseche della matrice solida del terreno, anche dall'umidità relativa dell'aria. Dal momento che questa aumenta lungo il profilo del terreno, tendendo al 100% in profondità, ne consegue che in una condizione di equilibrio gli strati superficiali del terreno hanno un contenuto in acqua igroscopica inferiore a quello degli strati profondi

## Geometria dell'interfaccia acqua-aria
L'interfaccia di separazione fra l'acqua capillare e l'aria del terreno è rappresentata da un menisco con concavità rivolta verso l'aria, conformazione che, nei fenomeni di capillarità, è tipica dei liquidi bagnanti. La curvatura è correlata alla tensione matriciale: quanto più intensa è la tensione, tanto maggiore sarà la curvatura del menisco.
L'asportazione dell'acqua da parte delle piante determina un aumento della tensione matriciale che si manifesta con un aumento della curvatura. La dinamica di assestamento dei menischi al variare della tensione matriciale è immediata e continua.
Quando il raggio di curvatura del menisco eguaglia il raggio del microporo, s'instaura una situazione di equilibrio instabile: l'ulteriore asportazione dell'acqua provoca uno svuotamento repentino del microporo e l'acqua residua si assesterà nei micropori di diametro inferiore con una nuova situazione di equilibrio; in altri termini, nella porzione di terreno considerata resterà un minore quantitativo d'acqua, trattenuta dai micropori più piccoli, con una curvatura dell'interfaccia acqua-aria meno intensa.
Prendendo in considerazione piccole porzioni di terreno e intervalli di tempo relativamente lunghi, il processo dell'assorbimento radicale si manifesta in modo discontinuo: in altri termini, con il procedere dell'assorbimento, la sottrazione dell'acqua è intervallata da momenti in cui parte dei micropori si svuota repentinamente e l'acqua residua si assesta con una nuova dislocazione spaziale. Poiché il terreno non è un sistema omogeneo, macroscopicamente (ossia prendendo in considerazione porzioni molto ampie di terreno) il fenomeno dell'assorbimento radicale si manifesta come processo continuo con un aumento progressivo dell'intensità della tensione matriciale media.

## Potenziale matriciale
Si definisce potenziale matriciale il lavoro che si compie per portare un volume infinitesimale d'acqua da un invaso d'acqua libera al punto considerato del terreno. Affinché questo parametro non sia condizionato da altri fattori, la definizione si applica a condizioni standard:
1. il sistema di riferimento è termodinamicamente isolato (processo reversibile);
2. il trasporto avviene in condizioni standard di temperatura e pressione;
3. l'acqua dell'invaso di riferimento e quella del terreno hanno la medesima concentrazione salina;
4. l'acqua dell'invaso di riferimento e quella del terreno sono dislocate alla stessa quota.

In altre parole il potenziale matriciale esprime l'energia potenziale accumulata nell'acqua in virtù della tensione matriciale. Poiché la tensione matriciale ha un valore negativo, ne consegue che il potenziale matriciale è negativo, perciò per sottrarre l'acqua è necessario effettuare una spesa energetica.
Il potenziale matriciale si riferisce all'unità di volume dell'acqua; sotto l'aspetto dimensionale il potenziale matriciale è equivalente ad una pressione, perciò si misura in bar, atmosfere o, nel Sistema internazionale, in Megapascal (MPa).
Il potenziale matriciale è solo una componente additiva del potenziale idrico, in quanto sull'acqua del terreno possono esercitarsi altre forze. In condizioni ordinarie le altre forze in gioco si possono ritenere trascurabili e il potenziale idrico si identifica approssimativamente nel potenziale matriciale. Nei suoli salini o con presenza di acque salmastre assume un ruolo considerevole, se non prevalente, la tensione osmotica. In questi casi il potenziale idrico s'identifica nella somma del potenziale osmotico e del potenziale matriciale. Essendo, entrambi, sempre negativi si deduce che il potenziale idrico, in condizioni di salinità e di non completa saturazione, ha sempre valori negativi, più bassi rispetto al potenziale idrico che si rileva in condizioni simili ma in assenza di salinità. Sotto l'aspetto pratico, a parità di altre condizioni, le piante esercitano uno sforzo maggiore per assorbire l'acqua da una soluzione circolante salmastra.